# Campeonato de Primera División 1940 (Venezuela)
El Campeonato de Primera División de Venezuela de 1940 fue el XXª edición del torneo.

## Historia
En la última jornada, la "chamaquera" del Unión Sport Club necesitaba la victoria para llevarse el trofeo de campeón: Dos Caminos SC (23 puntos) y Unión SC (22). En ese último día del campeonato, Unión derrotó al Deportivo Español (9-0) y así alcanzó su quinta corona. La cobertura de la prensa caraqueña fue muy completa a través del diario El Universal con Herman "Chiquitín" Ettedgui, quien firmaba sus notas como "Baby Chiqui". Ettedgui, además, era jugador del Unión Sport Club. De hecho, fue el máximo goleador del certamen con 12 anotaciones y pieza clave en la obtención del campeonato para la "chamaquera". 
En este torneo debutó el argentino Alberto "Cañón" Casco, quien se quedó en Venezuela luego de la visita del Atlético Corrales de Paraguay entre finales de 1939 y principios de 1940. Casco vistió la camiseta amarilla y azul del Litoral OSP (Organización de Sindicatos Portuarios); ese uniforme era similar al del Boca Juniors de Argentina. Casco también integró a la selección venezolana que jugó en el cuadragular de 1944 en la ciudad de Willemstad frente a Curazao, Aruba y Haití. El delantero, con su esposa Juliana e hijos, regresó a su natal Argentina en 1948. "Cañón" jugó con Litoral OSP, Dos Caminos, Deportivo Español y Unión SC. 
Otro extranjero de interés fue el mediocampista español Gerardo Bilbao, quien jugaba en el Athletic de Bilbao (España), y en el torneo local se uniformó con Deportivo Español. Su llegada a Venezuela levantó mucha expectativa, tanto en la prensa caraqueña como en el ambiente futbolístico de la capital. Bilbao era de origen vasco. 
El primer jugador paraguayo en Venezuela fue el portero Flavio Fanego Fleitas, quien se quedó en Caracas tras la visita del Atlético Corrales de su país entre finales de 1939 y principios de 1940. El guardameta fue contratado por Deportivo Español
Además, por segunda vez un jugador neerlandés participó en el torneo local: fue el delantero Knoll, del Deportivo Español. Sin embargo, el primer "futbolista naranja" en Caracas fue el portero Knap, quien en 1938 y 1939 defendió la puerta del Deportivo Venezuela. Ellos viajaron a Venezuela en barco, tal vez como aventureros, y no necesariamente eran futbolistas del Ajax Ámsterdam, PSV Eindhoven, Feyenoord de Róterdam o algún otro equipo del fútbol organizado. Eran aficionados al fútbol, tal vez habrán jugado en uno que otro juego o torneo en Holanda, y eso les habrá bastado para demostrar lo que sabían en el estadio Nacional de El Paraíso, o en el estadio Cerveza Caracas.

## Clasificación final
| Pos | Equipo              | J  | G  | E | P  | GF | GC | Ptos |
| --- | ------------------- | -- | -- | - | -- | -- | -- | ---- |
| 1   | Unión               | 15 | 11 | 2 | 2  | 46 | 13 | 24   |
| 2   | Dos Caminos         | 15 | 10 | 3 | 2  | 39 | 15 | 23   |
| 3   | Litoral             | 15 | 3  | 9 | 3  | 29 | 29 | 15   |
| 4   | Deportivo Venezuela | 15 | 6  | 2 | 7  | 19 | 34 | 14   |
| 5   | Loyola Sport Club   | 15 | 3  | 3 | 9  | 21 | 35 | 9    |
| 6   | Deportivo Español   | 15 | 1  | 3 | 11 | 18 | 46 | 5    |

Unión Sport Club

Campeón
5.º título

## Goleadores
- 12: Hermán "chiquitín" Ettedgui (Unión)
- 11: Alberto García (Deportivo Español)
- 11: Alberto "cherro" Castillo (Litoral)
- 10: Ramón Rousse (Deportivo Venezuela)
- 10: Hernán Mujica (Dos Caminos)
- 9: Alberto Márquez (Unión)
- 9. Reinaldo "el animalito" Febres Cordero (Dos Caminos)
- 8: Andrés Sucre "el pibe maravilla" (Loyola)
- 7: Alberto "cañón" Casco (argentino, Litoral)
- 7: Agustín Dupuy (Unión)
- 6: Jorge García (Litoral)
- 6: M. Ortega (Dos Caminos)
- 5: J. Gómez (Dos Caminos)
- 4: Mamford (Unión)
- 4: Carlos Eloy Márquez (Unión)
- 4: Obregón (Loyola)
- 4: Gerardo Bilbao (español, Deportivo Venezuela)
- 3: Nerio "la venadita" Seijas (Unión)
- 3: Izasi (Loyola)
- 2: Pedrara (Deportivo Español)
- 2: Álvarez de Lugo (Deportivo Venezuela)
- 2: Manuel Antonio Pérez (Dos Caminos)
- 2: Leopoldo Márquez (Unión)
- 2: Pedro "estrellita" Terán (Unión)
- 2: J. Miró (Deportivo Español)
- 2: Manuel Leopoldo Pérez "eme ele" (Dos Caminos)
- 2: M. García (Litoral)
- 2: O. Jiménez (Loyola)
- 2: Carlos Feo (Dos Caminos)
- 1: M. Ayala (Deportivo Venezuela)
- 1: Pablo Corao (Deportivo Venezuela)
- 1: Mero Corao (Deportivo Venezuela)
- 1: L. Ponte (Loyola)
- 1: J. Pages (Deportivo Español)
- 1: J. Clavier (Unión)
- 1: José María "che" Ardila (Dos Caminos)
- 1: Knoll (holandés, Deportivo Español)
- 1: Bennazar (Loyola)
- 1: Carlos Ochoa (Unión)
- 1: C. Hernández (Loyola)
- 1: Nicasio Camero (peruano, Deportivo Venezuela)
- 1: Appat (Litoral)
- 1: Pepe Rivero (Unión)